# Павловичи (Суземский район)
Павловичи — село в Суземском районе Брянской области. Входит в Алешковичское сельское поселение.

## География
Расположено в 4 км к юго-востоку от села Алешковичи, в 27 км к юго-востоку от Суземки и в 131 км к югу от Брянска. Из-за близости границы России с Белоруссией и Украиной здесь действует режим пограничной зоны.

## Население
| 2010 | 2013 |
| ---- | ---- |
| 199  | ↘193 |

## История
Основано в 1590 году. Одно время носило название Павловище. Бывшее владение Свенского монастыря. Входило в Пьяновскую волость Брянского уезда, позднее отнесено к Прикладненской волости. До XVII века — деревня, храм Архистратига Михаила упоминается в 1698—1930-х годах (не сохранился). В 1875 году открыта земская школа. Входило в Севский уезд с XVII века по 1929 год (центр Павловской волости (1861—1880-е), в составе Орлинской волости (1880-е — 1924), в составе Суземской волости (1924—1929)). В годы ВОВ полностью сожжено фашистскими оккупантами. В середине XX века — колхоз «Коминтерн». Центр Павловичского сельсовета (1929—1954), в составе Полевоновосельского сельсовета (1954—2005).

### Церковь Архистратига Михаила
Деревянная церковь упоминается с 1698 года, с 1746 года писалась вместе с вотчинными церквами Свенского монастыря. В 1780-е священно-церковно-служители жаловались епископу Севскому и Брянскому преосвященному Дамаскину на то, что прихожане захватывали земли церкви. 2 мая 1783 года Дамаскин приехал в Павловичи, чтоб вразумить крестьян, но они не согласились и церковь была запечатана, а священник выгнан. Нахождение церкви обозначено на плане села 1864 года. В 1865 году священник Александр Покровский награждён набедренником за честное поведение и особое попечение о благолепии храма. 8 сентября 1867 года умер заштатный причетник храма Петр Лебедев. С 1868 года священником становится окончивший курс богословских наук в семинарии Михаил Красовитов. В 1870 умер диакон церкви Василий Ключарев. 19 декабря 1871 года прихожанами церкви был вынесен приговор о попечительском составе церкви, утверждённый Его Преосвященством 25 сентября 1872 года, согласно которому, на период с 1872 по 1875 год председателем совета выбран волостной старшина Дмитрий Хорошутин. В совет также входили государственные крестьяне Иосиф Болахонов, Василий Горосютин, Сергей Величкин, Прохор Фильченков, Иван Дятлов (от Павлович), Афанасий Петрушин, Василий Гришаков, Яков Голов (от деревни Безгодновой), Козьма и Леонтий Ляпины (от деревни Малые Павловичи). Церковь закрыта в 1930 году. Не сохранилась.

## Легенды

### Ганкино озеро
Озеро находится около Свенского монастыря. По преданию, в начале XVIII века по пути на Полтаву Петр I остановился со своим войском в монастыре. Враги подкупили монахов, чтоб те задержали царя в пути на несколько дней. Монахи нашли красивую девушку Ганку и она так очаровала царя, что Петр решил остаться с ней на неделю. Но Ганка открыла царю заговор монахов. Петр тотчас уехал, а Ганку, за то что выдала тайну, монахи зашили в мешок и бросили в озеро, где она и утонула. С тех пор Ганка превратилась в русалку необыкновенной красоты и иногда появляется то на берегу озера, то на берегу Десны. Появляется она летними ночами в полнолуние, сидит на прибрежных камнях и поёт грустные песни, никого не трогает, а даже, наоборот, помогает тем, у кого помыслы чистые. Иногда она выходит из воды и подходит к рыбакам и туристам и смотрит на них. Исчезает она мгновенно и тогда страх охватывает тех, кто на берегу остался.